# René Audéoud
Pour les articles homonymes, voir Audéoud.
René Marie Michel Alexandre Audéoud (Buxières-sous-les-Côtes, 7 septembre 1854 - Paris, 10 mai 1909) est un officier et explorateur français.

## Biographie
Il sort de Saint-Cyr en 1874 et sert en Indochine, au Sénégal, à Madagascar et au Soudan avant d'être chargé en 1887 par Joseph Gallieni d'explorer le Baoulé dans le haut Sénégal pour rallier les Bambaras à la France contre Ahmadou. Il parcourt alors Dianghirté et Ouossébougou. 
Lieutenant-colonel, nommé gouverneur par intérim du Soudan français (1897), il participe comme colonel aux dernières campagnes contre Samory, dirige le siège de Sikasso en avril 1898 et les opérations qui aboutissent à sa capture en septembre,
Il termine sa carrière au grade de général.